# Kontrast
Kontrast je uspoređivanje po suprotnosti. Njegovom primjenom, suprotne pojave jače su izražene.
Ovo je specijalna vrsta uspoređivanja. Ovdje se uspoređivanje ne radi po sličnosti, već po suprotnosti, čime se vrlo izrazito ističu oba člana koja ga čine zasnivajući se na u slikarstvu poznatom postupku slikanja crno-bijelo ili slikanja komplementarnim bojama.
Kao što se kontrasne boje u slikarstvu nadopunjuju, a opet svaka za sebe izrazitije djeluje, tako se i u književnosti kontrastom postiže vrlo izrazita konkretizacija slike.
Kontrast izaziva i vrlo jak emocionalni utisak i kao cjelina i posebno sa svakim svojim dijelom. U kontrastu se uvijek više ističe onaj član na koji pjesnik stavlja misaono i emocionalno težište.